# Quận Cottonwood, Minnesota
Quận Cottonwood là một quận thuộc tiểu bang Minnesota, Hoa Kỳ.
Quận này được đặt tên theo sông Cottonwood
. Theo điều tra dân số của Cục điều tra dân số Hoa Kỳ năm 2000, quận có dân số 12.167 người. Quận lỵ đóng ở Windom6.

## Địa lý
Theo Cục điều tra dân số Hoa Kỳ, quận có diện tích km2, trong đó có km2 là diện tích mặt nước.